# Francisco Ruiz de Castro
Francisco Ruiz de Castro y Portugal (Madrid, 1579-Sahagún, septiembre de 1637) fue un noble y político español, titulado VIII conde de Lemos y otros títulos, que ocupó los cargos de virrey de Nápoles y de Sicilia. En Italia se le conoce por sus títulos italianos de conte di Castro y duca di Taurisano (en Nápoles, con carácter jure uxoris).

## Biografía
Nacido en Madrid, fue el segundo hijo de Fernando Ruiz de Castro Andrade y Portugal, VI conde de Lemos, y de Catalina de Zúñiga, hija de Francisco de Sandoval y Rojas, I duque de Lerma y de su esposa, Catalina de la Cerda. Fue bautizado en la iglesia de San Ginés de Madrid el 25 de mayo de 1579.
Se casó en Nápoles en 1610 con Lucrezia Gattinara di Legnano (Monteroni di Lecce, 1590-Zaragoza, 1623), VI condesa de Castro, duquesa de Taurisano, baronesa de la Motta de Santa Agata, hija de Alessandro Gattinara di Lignana, conde de Castro, y de Vittoria Caracciolo (m. 31 de enero de 1625), heredera de Castro, y nieta del cardenal Gattinara, gran canciller de Carlos I de España. De su matrimonio nacieron siete hijos, aunque cuatro de ellos fallecieron en la niñez.
Residiendo en Nápoles, donde su padre ejercía como virrey, le sustituyó en el gobierno en calidad de lugarteniente durante sus ausencias. A la muerte del virrey titular, ocurrida en 1601 sin haber completado el trienio que debía durar su mandato, le sucedió en el cargo con la anuencia de Felipe III hasta abril de 1603, siendo el más joven de todos los virreyes habidos en Nápoles. Después fue nombrado embajador en Venecia.
Fue embajador en Roma entre 1609 y 1615, desde donde pasó a su cargo como virrey de Sicilia, en el que se mantuvo hasta 1622. La muerte ese mismo año de su hermano mayor Pedro Fernández de Castro y Andrade le hizo heredar los títulos nobiliarios de éste, titulándose VIII conde de Lemos, V marqués de Sarria, VII conde de Villalba y VI conde de Andrade en España.
En 1629 renunció a sus títulos y posesiones y se retiró como fraile de la Orden de San Benito, con el nombre de fray Agustín de Castro, al monasterio de San Benito de Sahagún, donde falleció en 1637. Recibió sepultura en la iglesia de San Vicente del Pino en Monforte de Lemos.